# Атмосферные ядерные испытания США

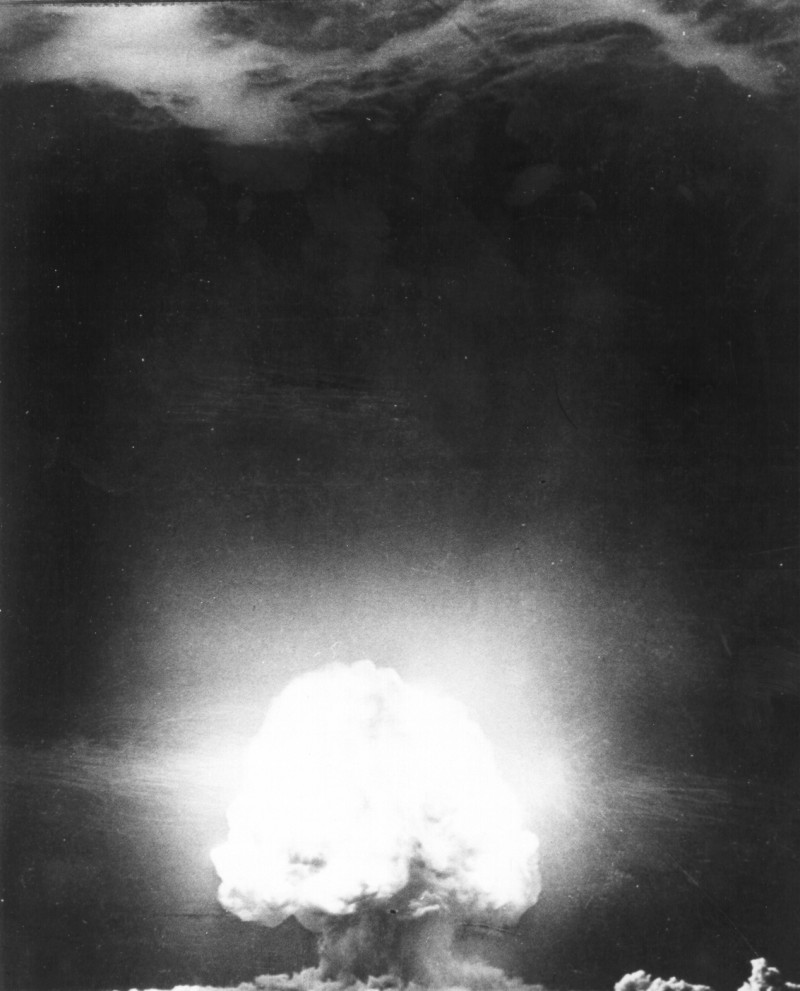
Первый ядерный взрыв в США

Атмосферные ядерные испытания США — испытания ядерного оружия, проводимые США с 1945 г. по 1962 г. По официальным данным, США провели 1054 ядерных испытания (как минимум 1151 устройств, 331 наземное испытание), в основном на полигоне в штате Невада и на Тихоокеанском испытательном полигоне на Маршалловых островах, ещё 10 испытаний проводились в разных местах на территории США, в том числе на Аляске, в Колорадо, Миссисипи и Нью-Мексико (см. ). С июля 1962 года, все ядерные испытания, проводимые в Соединенных Штатах были подземными, и большинство из них были на полигоне в Неваде.

## Места проведения испытаний
Аламогордо, Нью-Мексико — 16 июля 1945 года, на полигоне, примерно в 60 милях (97 км) от города Аламогордо, было проведено первое в мире испытание ядерного устройства Gadget (Операция «Тринити»).
Маршалловы острова (Атолл Бикини, Эниветок) — начиная с июля 1946 года, когда на атолле Бикини была взорвана первая атомная бомба, было проведено много ядерных и термоядерных испытаний, которые негативно сказались на экологической обстановке на атоллах. Первый взрыв на атолле Эниветок был произведен 1 ноября 1952 года.
Ядерный полигон в Неваде — крупнейший ядерный полигон в США, первый взрыв был произведён 27 января 1951 года. Территория полигона составляет около 3500 км², на нём было осуществлено 928 ядерных взрывов, в основном подземные. Местность полигона позволяла производить как атмосферные, так и подземные ядерные испытания.

## Список атмосферных ядерных испытаний
| Операция            | Год       | Место                              | Устройств | Замечания |
| ------------------- | --------- | ---------------------------------- | --------- | --- |
| Trinity             | 1945      | Аламогордо, Нью-Мексико            | 1         | Первый в мире ядерный взрыв                                                                                    |
| Crossroads          | 1946      | Атолл Бикини                       | 2         | Первый подводный и надводный ядерный взрыв                                                                     |
| Sandstone           | 1948      | Атолл Эниветок                     | 3         | |
| Ranger              | 1951      | Ядерный полигон в Неваде           | 5         | |
| Greenhouse          | 1951      | Атолл Эниветок                     | 4         | Первый взрыв с «термоядерным усилением»                                                                        |
| Buster-Jangle       | 1951      | Ядерный полигон в Неваде           | 7         | Некоторые испытания проведены при участии солдат                                                               |
| Tumbler-Snapper     | 1951      | Ядерный полигон в Неваде           | 8         | Во время испытаний Charlie, Dog, George, Fox задействовали 7350-8700 солдат                                    |
| Ivy                 | 1952      | Атолл Эниветок                     | 2         | Первый в мире двухстадийный заряд (термоядерный); Самая мощная атомная (не водородная) бомба, испытанная в США |
| Upshot-Knothole     | 1953      | Ядерный полигон в Неваде           | 11        | Первое испытание ядерной артиллерии                                                                            |
| Castle Bravo        | 1954      | Атолл Бикини, Атолл Эниветок       | 6         | Испытание двухстадийных термоядерных зарядов с использованием «сухого» горючего                                |
| Teapot              | 1955      | Ядерный полигон в Неваде           | 14        | |
| Wigwam              | 1955      | Тихий океан                        | 1         | Глубоководный ядерный взрыв                                                                                    |
| Project 56          | 1955      | Ядерный полигон в Неваде           | 4         | |
| Redwing             | 1956      | Атолл Бикини, Атолл Эниветок       | 17        | Первый в США сброс водородной бомбы с самолета                                                                 |
| Project 57          | 1957      | Ядерный полигон в Неваде           | 1         | |
| Операция Plumbbob   | 1958      | Ядерный полигон в Неваде           | 30        | Первый подземный ядерный взрыв                                                                                 |
| Project 58/58A      | 1957—1958 | Ядерный полигон в Неваде           | 4         | |
| Операция Hardtack I | 1958      | Атолл Бикини, Атолл Эниветок       | 35        | Произведен взрыв в верхних слоях атмосферы                                                                     |
| Argus               | 1958      | Атлантика                          | 3         | |
| Hardtack II         | 1958      | Ядерный полигон в Неваде           | 37        | |
| Nougat              | 1961—1962 | Ядерный полигон в Неваде           | 32        | |
| Sunbeam             | 1962      | Ядерный полигон в Неваде           | 4         | |
| Dominic             | 1962      | Остров Рождества, Остров Джонстона | 36        | |
| Storax              | 1962—1963 | Ядерный полигон в Неваде           | 56        | |
| Roller Coaster      | 1963      | Ядерный полигон в Неваде           | 4         | |